# Vasilij Levin
Vasilij Levin (russisk: Василий Николаевич Ле́вин) (født 21. februar 1923 i Samarkand i Sovjetunionen, død 9. maj 1998 i Odessa i Ukraine) var en sovjetisk filminstruktør, skuespiller og manuskriptforfatter.

## Filmografi
- Kapitan Nemo (Капитан Немо, 1975)[2][3]